# Kombo East
Kombo East é um distrito da Gâmbia.